# Вельки Гореш (район Требишов)
Вельки Гореш (словац. Veľký Horeš , венг. Naghgerez) — деревня на юго-востоке Словакии района Требишов, Кошицкого края.
Расположена в исторической области Земплин в 51 км от Требишова, примерно в 7 км от города Кралёвски-Хльмец и словацко — венгерской границы и около 20 км от словацко — венгерско — украинского пограничного стыка.
Площадь — 18,24 км². По состоянию на 31 декабря 2017 года в деревне проживало 1062 жителя, преимущественно венгерской национальности.
Рядом проложен канал Киш-Карчаер и железнодорожная линия Кошице — Чьерна-над-Тисоу.

## История
Первые упоминания о Вельки Гореше датируются 1214 годом.

## Население
| Год:                | 1994 | 2004    | 2014    | 2024    |
| ------------------- | ---- | ------- | ------- | ------- |
| Количество человек: | 927  | 960     | 1053    | 1014    |
| Разница:            |      | +3,55 % | +9,68 % | −3,70 % |